# Basilides (Gnostiker)
Basilides (griechisch Bασιλίδης Basilídēs, eigentlich Basileides; * ca. 85; † ca. 145) war ein Gnostiker in Alexandria.

## Leben und Wirken
Basilides war wahrscheinlich Schüler des Menander, Hauptvertreter der ägyptischen (alexandrinischen) Gnosis und wurde von Christen der Häresiarch (Herrscher der Irrlehrer) genannt. Er lehrte um 130–140 n. Chr. in Alexandria. Nach den acta archelei  hatte er vor seiner Ankunft in Alexandria in Persien gewirkt. Er war ein fruchtbarer Schriftsteller; zu seinen Werken zählen ein Psalmenbuch, mehrere Oden, ein Bibelkommentar in 24 Bänden – genannt Exegetica – und eine Lehrschrift, die (wohl fälschlich) „Evangelium“ genannt wurde. Fast nichts davon ist erhalten.
In der Zeit seines Wirkens wurde die hellenistisch geprägte römische Provinz Aegyptus nacheinander von insgesamt vier Kaisern des Imperiums Romanum regiert: Domitian, Nerva, Trajan und Hadrian (siehe auch Liste der Präfekten, Praefecti Aegypti).
Von seiner Lehre kennen wir nur Bruchstücke in den „Stromateis“ des Clemens von Alexandria sowie zwei Darstellungen, von Irenäus von Lyon und von Hippolytus – also nur aus entstellenden Gegenschriften (Irenäus etwa formuliert: „Basileides dehnt seine Lehre ins Unendliche aus, um den Schein größerer Tiefe und Glaubwürdigkeit zu erwecken.“). Er verarbeitete verschiedene christlich-jüdische, persische und platonische Überlieferungen zu einem Weltbild von sittlichem Ernst und eindrucksvoller Geschlossenheit.
Basilides’ Vorstellung der Welt ist emanatistisch mit eindeutiger dualistischer Grundlage: Basilides ging von der Existenz der beiden alten Prinzipien Licht und Finsternis aus. Als diese einander gewahr wurden, wendete sich das Licht ab, das Dunkel jedoch gewann die Herrschaft über die Reflexe des Lichtes, Farben und Schatten; so konnte diese unsere unvollkommene Welt entstehen. Dieser Schöpfungsmythos ist eine Weiterentwicklung der persischen Ahura-Mazda-Ahriman-Kosmologie. Basilides allerdings arbeitete mittelplatonische Elemente ein, insbesondere den Dualismus zwischen Geist und Materie, Seele und Leib.
Nach dem Bericht des Irenäus über das Weltbild des Basilides emanierten zuerst aus der obersten Gottheit, dem „ungewordenen Vater“, (nach der Zahl der Planeten) sieben göttliche Kräfte, davon vier intellektuelle: der Geist (Nous), der ihn offenbarende Logos, die Denkkraft (Phronesis) und Weisheit (Sophia), dann die Macht, die sittliche Vollkommenheit und der innere Friede. Sie machen das erste Geisterreich aus. Von diesem sind in allmählich abnehmender Klarheit 364 weitere Geisterreiche, jedes zu sieben „Äonen“, hervorgegangen. Die gesamten Geisterreiche werden zusammengefasst in dem Geheimwort Abraxas oder Abrasax, das den Zahlenwert 365 hat. Die sieben Äonen des untersten Himmelskreises sind die Weltschöpfer. Die ursprüngliche Mischung des Göttlichen mit materiellen Elementen und dadurch auch das Böse war eine Folge dieser Schöpfung, die Scheidung dieser Elemente die Aufgabe der Erlösung.
Darum sandte der „ungewordene Vater“ seinen Erstgeborenen, den Nous, der sich mit Jesus, dem vollkommensten Menschen, vereinigte, sich aber nicht selbst kreuzigen ließ, sondern den Simon von Kyrene substituierte und ins Pleroma zurückkehrte. Man muss daher nicht an den Gekreuzigten, vielmehr an Nous, den ewigen Geist, glauben, der nur scheinbar den Kreuzestod gestorben ist (Doketismus).
In dieser von der Finsternis geschaffenen Welt gibt es kein völlig sündenfreies Wesen; selbst Jesus ist nicht frei von Sünde und musste getauft werden. Aus diesem Grunde war für seine Anhänger, die Basilidianer, das Fest der Taufe des Retters die wichtigste Festlichkeit des Jahres (etwa 6. Januar).

## Nachfolger
Sein Nachfolger war sein Sohn Isidoros. Die zahlreichen Anhänger des Basilides bildeten bis tief ins 4. Jahrhundert hinein in Unterägypten eine Art Geheimorden, bei dem magische Riten und die Kenntnis geheimer Worte eine große Rolle spielten. Sie modifizierten sein Religionssystem unter dem Einfluss stoischer Philosophie wesentlich und erregten durch ihre (von ihren Gegnern entstellte?) Lehre, dass die Geschichte Jesu nur Schein und die Anbetung der Heidengötter gleichgültig sei, bei ihren christlichen Zeitgenossen vielfach Anstoß.

## Verbindung zum Buddhismus
Einige Wissenschaftler sehen Basilides beeinflusst von buddhistischen Vorstellungen (siehe Buddhismus in der mediterranen Antike).
Inwieweit die wahrscheinlich im ägyptischen Alexandria bestehenden buddhistischen Schulen oder Orden hierbei bedeutsam waren, ist ebenso unsicher und nicht sicher belegbar, wie die Annahme, dass sie die griechische Philosophie beeinflusst haben könnten.